# Baustelleneinrichtung

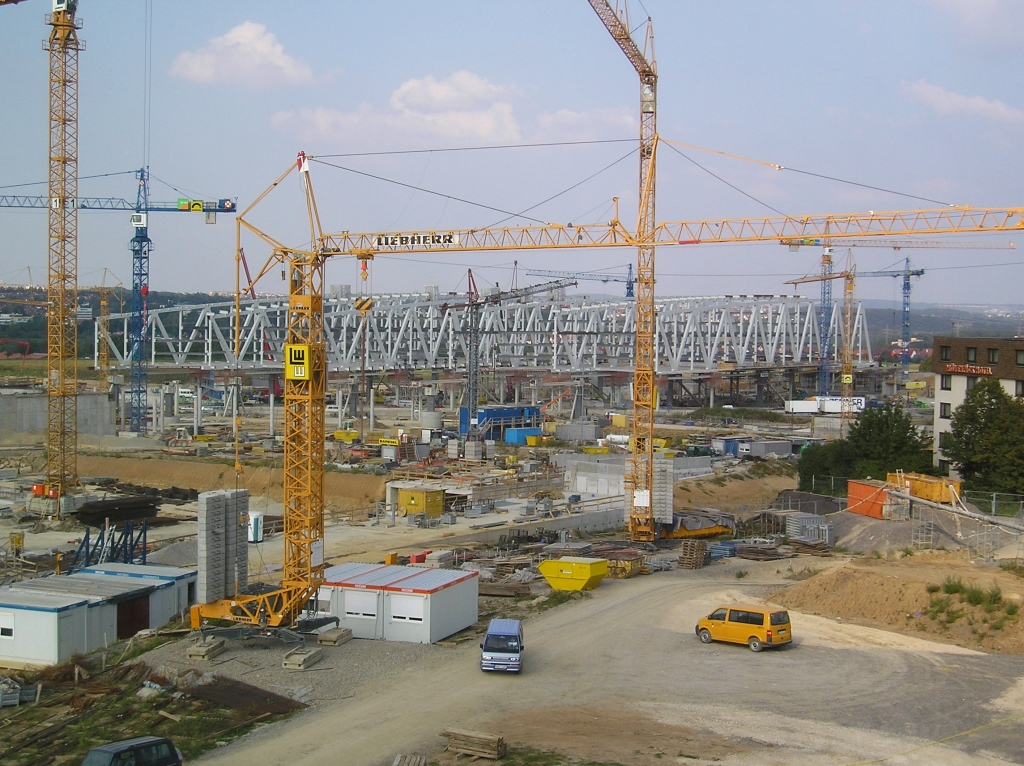
Beispiel einer Baustelleneinrichtung

Unter dem Begriff Baustelleneinrichtung werden alle Produktions-, Transport-, Lager- und sonstige Einrichtungen verstanden, die zur Errichtung eines Bauwerks auf der Baustelle benötigt werden. Im Einzelnen sind dies Geräte, Maschinen, Gebäude zur Unterbringung von Arbeitskräften, witterungsempfindlichen Bau- und Bauhilfsstoffen, Ersatzteilen und Ähnlichem, Bearbeitungs- und Lagerflächen sowie Verkehrsflächen.

## Einflussgrößen der Baustelleneinrichtung

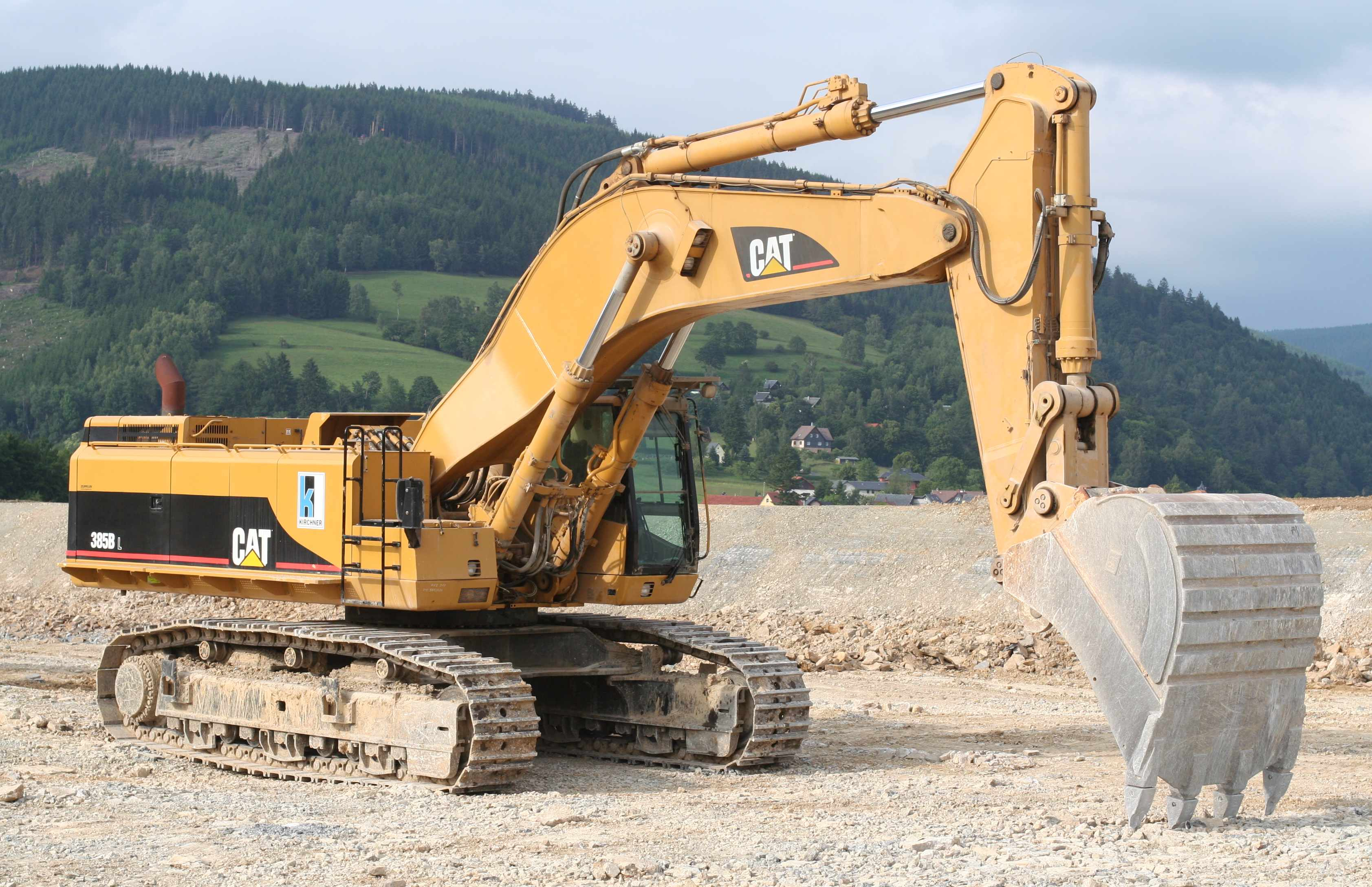
Raupenbagger

Der Umfang und die Art der Baustelleneinrichtung wird maßgeblich von folgenden Einflussgrößen bestimmt:
- Größe des Bauobjekts
- Art des Bauwerks (Konstruktion)
- Bauzeit
- Witterungseinflüsse
- lokale Einflüsse (Geländeform, Geländegröße, Nachbarbebauung usw.)
- innerbetriebliche Einflüsse (Verfügbarkeit der Baugeräte)

## Planung der Baustelleneinrichtung

### Ablauf der Baustelleneinrichtungsplanung
Der Ablauf der Baustelleneinrichtungsplanung wird üblicherweise in drei Phasen gegliedert.
Planung bis zur Auftragsvergabe
Um den Angebotspreis zu ermitteln, müssen die Bauverfahren und somit der Bauablauf festgelegt werden. Hierfür muss ein Grobkonzept der Baustelleneinrichtung erstellt werden, um die Grundlagen der Baukalkulation zu bestimmen. Dazu zählen die Einsatzdauern sowie Leistungs- und Kostenansätze für Arbeitskräfte und Geräte.
Planung nach Auftragsvergabe bis zum Baubeginn
Dieser Abschnitt enthält die ausführungsreife Planung der Baustelleneinrichtung. Das Konzept, welches bei der Planung vor der Auftragsvergabe erstellt wurde, wird nun weiter vervollständigt, konkretisiert oder eventuell überarbeitet.
Planung nach Baubeginn
Phase 3 tritt aufgrund von Änderungen des Bauablaufes, durch geänderte Randbedingungen oder etwa durch geänderte Bauverfahren auf. Erst im Rahmen des Baufortschritts liegen Informationen vor, die eine Detailplanung und Fortschreibung der Baustelleneinrichtungsplanung erlauben.

### Einzelelemente der Baustelleneinrichtung

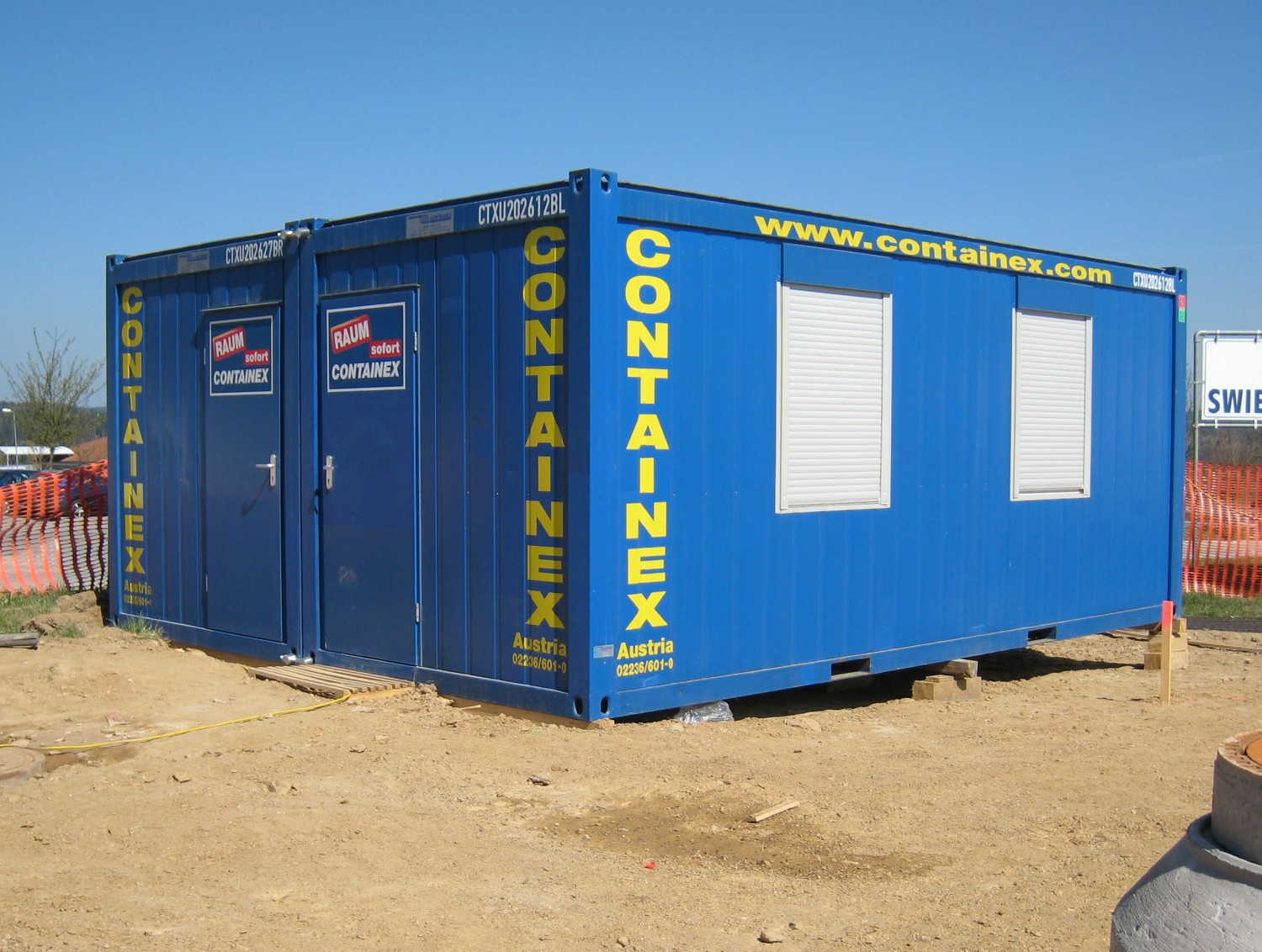
Baustellencontainer als Baustellenbüro

#### Gebäude
Zu den Gebäuden gehören
- Unterkünfte als Pausenräume und Wohnunterkünfte,
- Sanitärräume eventuell auch ein Erste-Hilfe-Raum,
- Magazine für Bauhilfsstoffe, Betriebsstoffe und Werkzeuge,
- Baustellenbüros,
- Labore (z. B. Betonlabor und Erdbaulabor).

#### Medienversorgung
Zur Medienversorgung gehört die Versorgung mit Energie und Wasser, der Anschluss an ein Kommunikationsnetz sowie die Entsorgung von Niederschlags- und Schmutzwasser. Falls die Baustelle nicht an die öffentliche Stromversorgung angeschlossen werden kann, ist eine Eigenstromerzeugung mit Generatoren erforderlich.

#### Baustellensicherung

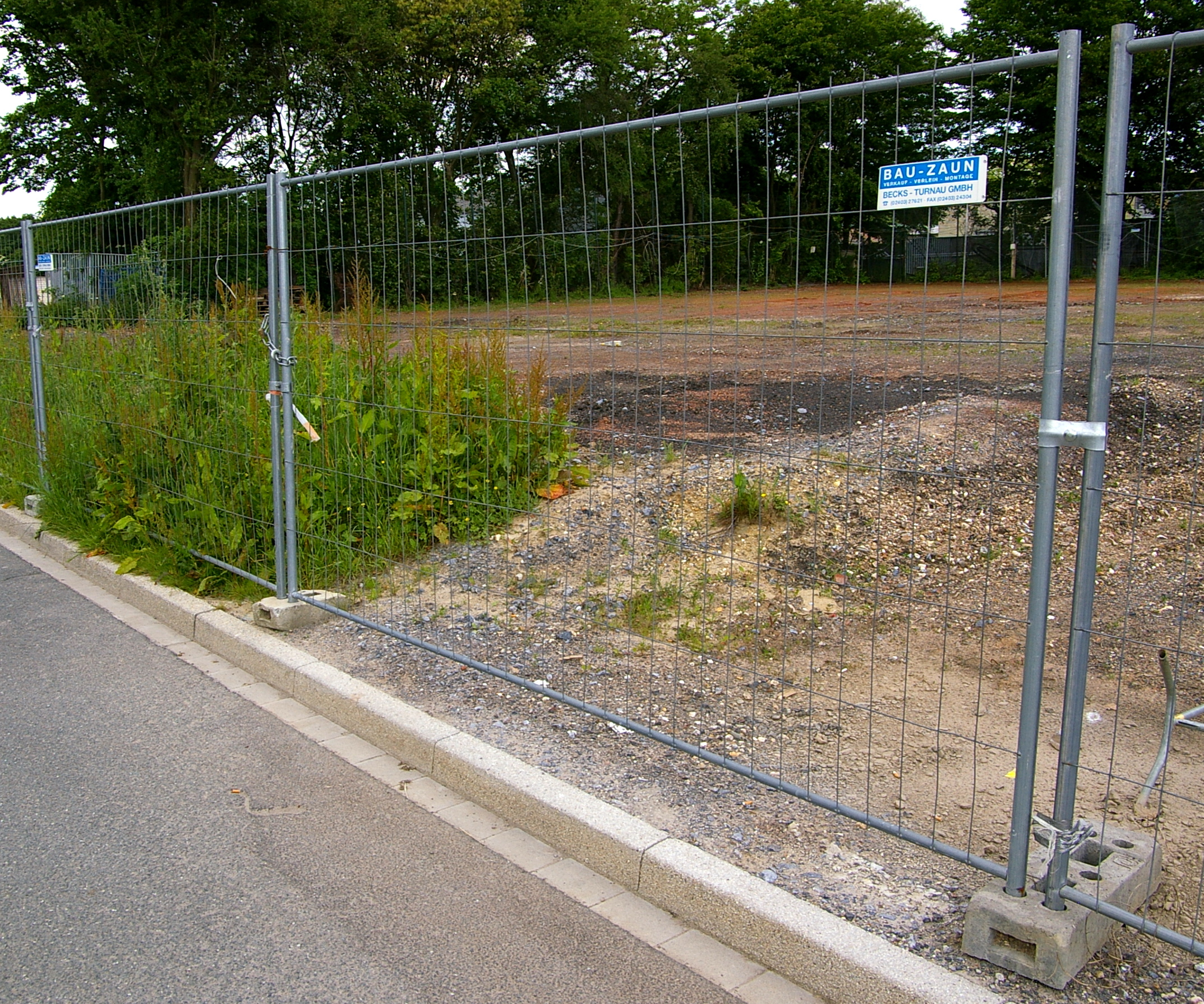
Der Bauzaun verhindert den Zutritt Unbefugter zur Baustelle.

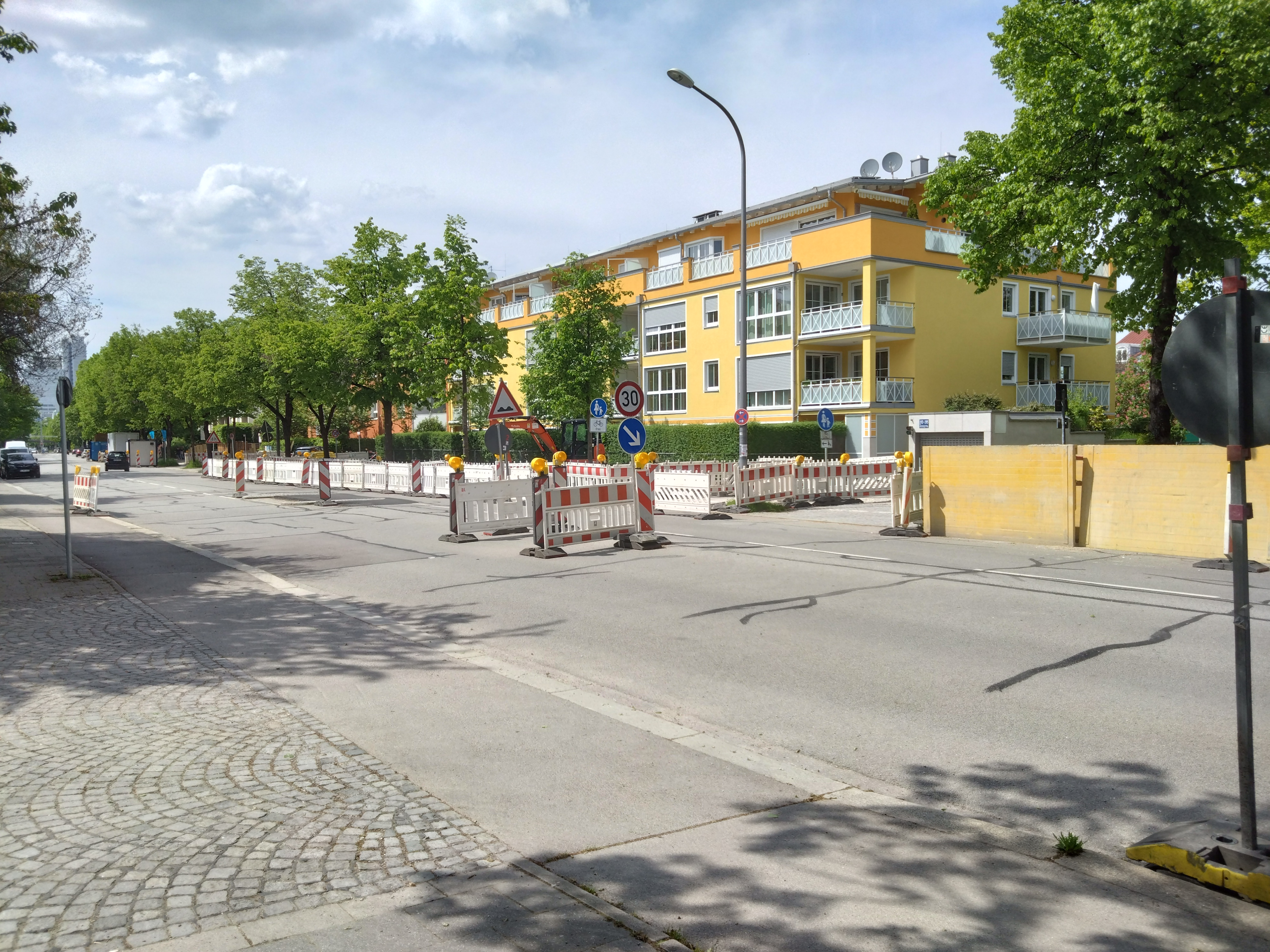
Verkehrszeichen und Sperren leiten den Verkehr bei Tag …

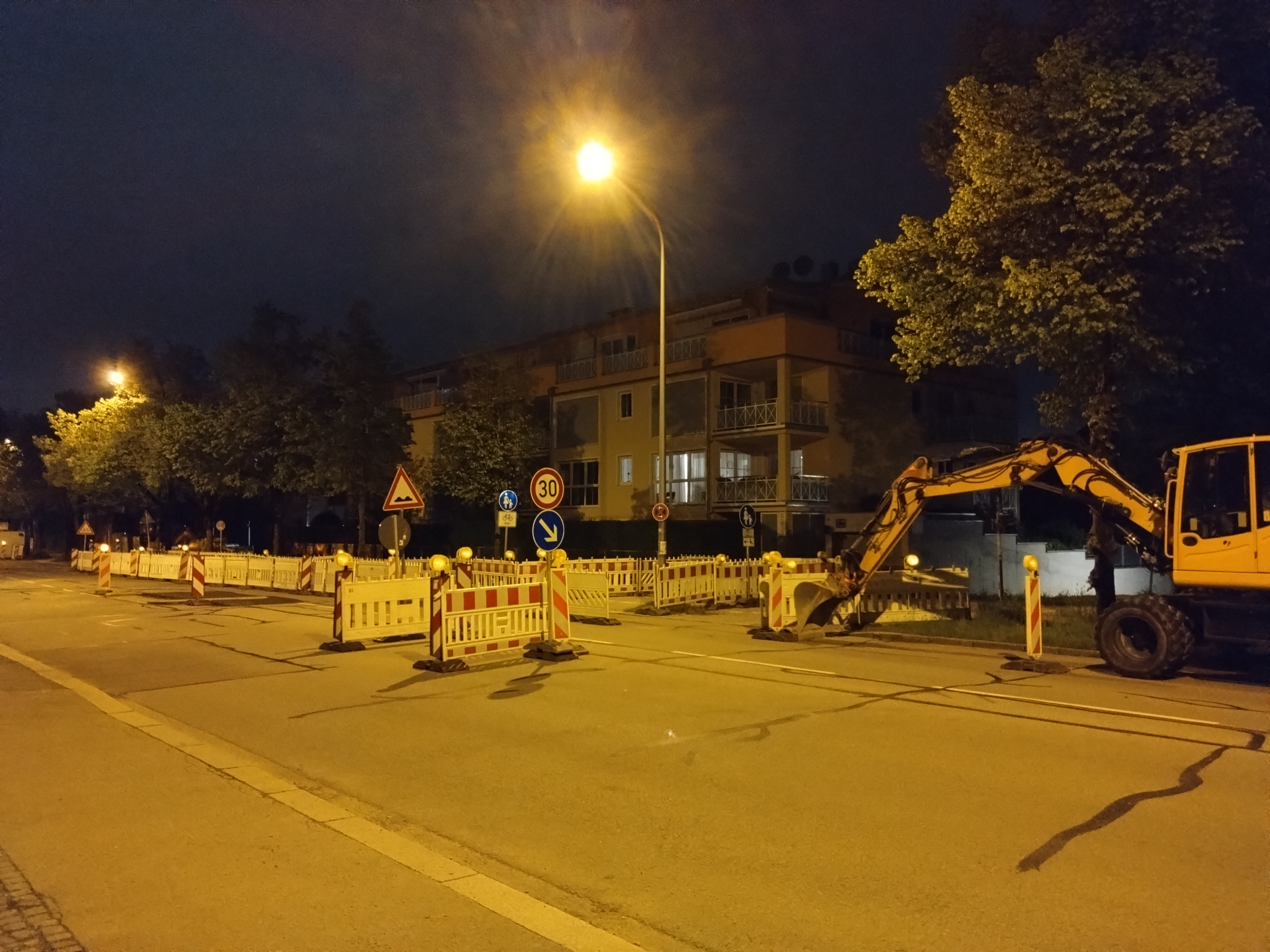
… und bei Nacht

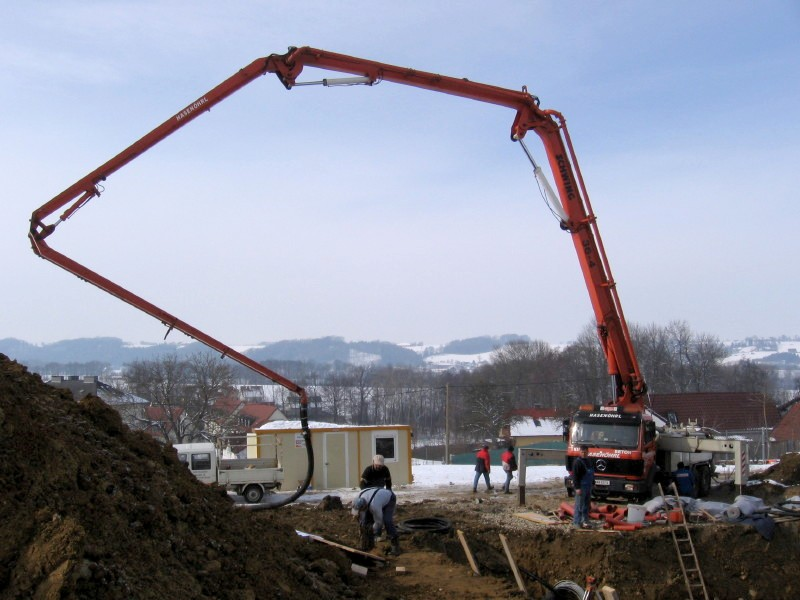
Betonpumpe beim Baustelleneinsatz

- Bauzaun, um den Zutritt Unbefugter zur Baustelle zu verhindern und zum Diebstahlschutz.
- Sicherung an Verkehrswegen zum Schutz der Baustelle vor Gefährdungen durch Verkehr auf angrenzenden Straßen (z. B. Leitplanken, Leitwände oder Leitbaken). Ziele der Maßnahmen: Schutz der Bauarbeiter, Warnung und Schutz der Verkehrsteilnehmer, Trennung von Verkehrsfunktion und Bauarbeiten.
- Gewässerschutz ist häufig in Überschwemmungsgebieten und in der Nähe von Gewässern bei der Lagerung von wassergefährdenden Flüssigkeiten notwendig.
- Baumschutz ist öffentlich-rechtlich vorgeschrieben.
- Leitungsschutz, um Leitungsschäden zu vermeiden. Hierzu sind Kenntnisse über den Verlauf von Leitungen erforderlich. Krane benötigen einen entsprechenden Sicherheitsabstand zu Hochspannungsleitungen.
- Nachbarschaftsschutz: Nachbargrundstücke bzw. Nachbareigentum dürfen durch Bautätigkeiten nicht beeinträchtigt oder beschädigt werden.
- Brandschutz: Gefahren auf der Baustelle bei Lagerung von brennbaren Stoffen, Verpackungsmaterial, Druckgasbehälter und Feuerstätten (z. B.: Gasheizung, Bitumenkocher). Arbeitsstätten müssen je nach Abmessung und Nutzung der brandgefährdeten Materialien mit einer ausreichend großer Anzahl an Feuerlöscheinrichtungen ausgestattet sein.
- Witterungsschutz: Personen, Materialien, Geräte sowie noch nicht beendete Bauten müssen vor Nässe, Frost und Wind geschützt werden.

#### Hebezeuge und Fördergeräte
In der Baustelleneinrichtung kommen hauptsächlich folgende Hebezeuge und Fördergeräte zum Einsatz:
- Turmkrane
- Mobilkrane
- Betonpumpen
- Bagger
- Bauaufzüge

Diese Geräte sind sehr wichtige Elemente der Baustelleneinrichtung und für den wirtschaftlichen Erfolg von großer Bedeutung. Bei der Planung sind der Arbeitsbereich, der passende Arbeitsstandort sowie die Dimensionierung der Geräte zu beachten. Werden die Geräte falsch ein- und umgesetzt, kann es zu einem sicherheitstechnischen und wirtschaftlichen Risiko führen.

#### Verkehrsflächen und Transportwege

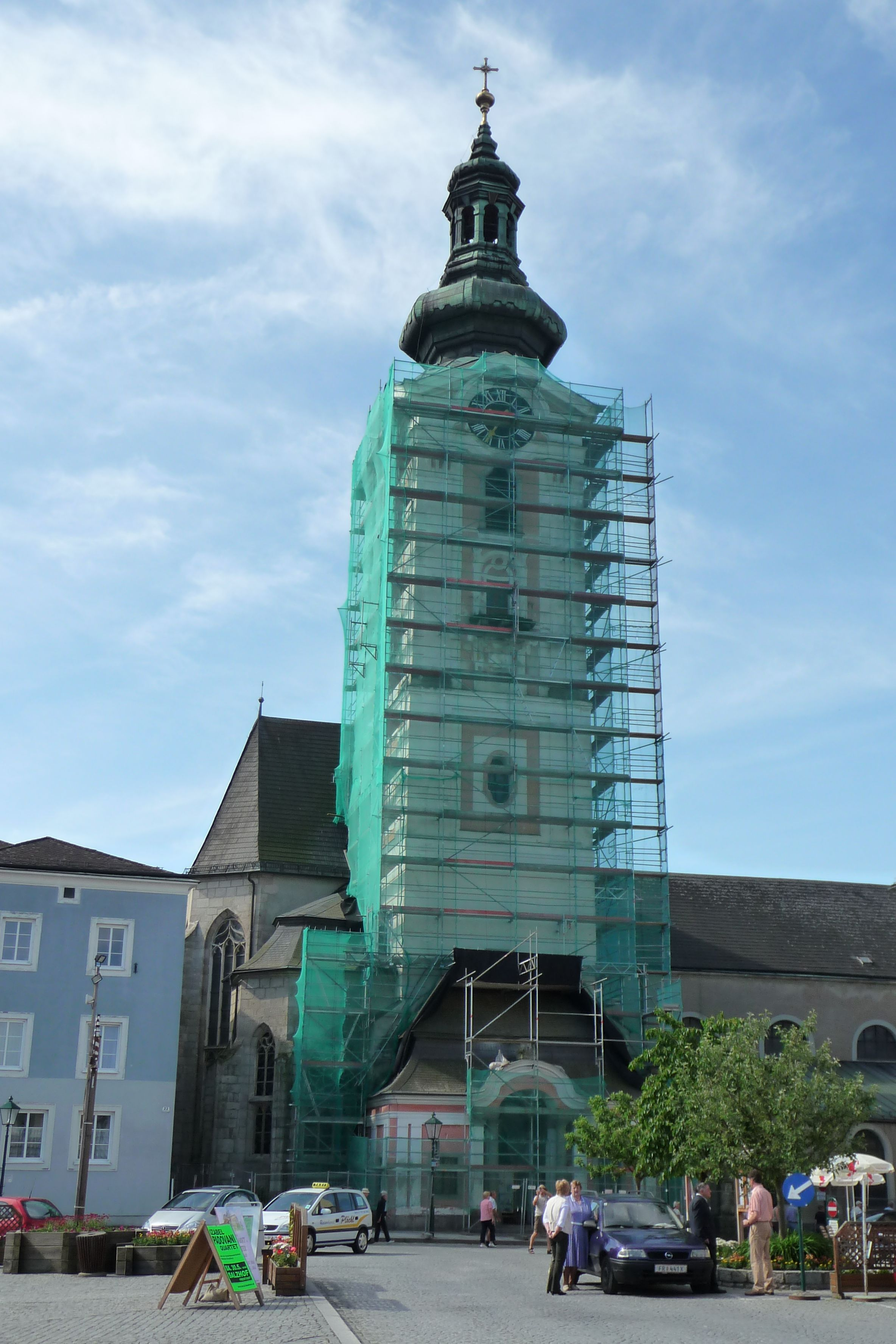
Gerüst auf einer innerstädtischen Baustelle

Die Verkehrsflächen und Transportwege zu, von und auf Baustellen sind unter Berücksichtigung der örtlichen Gegebenheiten sowie der durch das Bauvorhaben gestellten Anforderungen so anzulegen und an das öffentliche Verkehrsnetz anzubinden, dass ein geordneter und übersichtlicher Verkehrs- und Transportfluss möglich ist.
Folgende Flächen und Wege sind einzuplanen:
- Baustellenzufahrt
- Baustraßen, Bauwege und Stellflächen
- Lagerflächen

Verschmutzung und Beschädigung der öffentlichen Verkehrsflächen sind zu vermeiden.

#### Arbeits- und Schutzgerüste
Gerüste sind in der heutigen Zeit auf den Baustellen unumgänglich. Sie müssen sowohl den Verwendungszweck, als auch die Arbeitersicherung gewährleisten.

#### Abfallentsorgung
Um eine wirtschaftliche Abfallentsorgung zu gewährleisten, spielt die Dimensionierung der Sammelbehälter eine wichtige Rolle. Die Art und Größe der Sammelbehälter hängt von dem zu erwartenden Abfallaufkommen, Grad der Abfalltrennung und dem vorhandenen Stellplatz ab.

### Arten der Baustelleneinrichtung

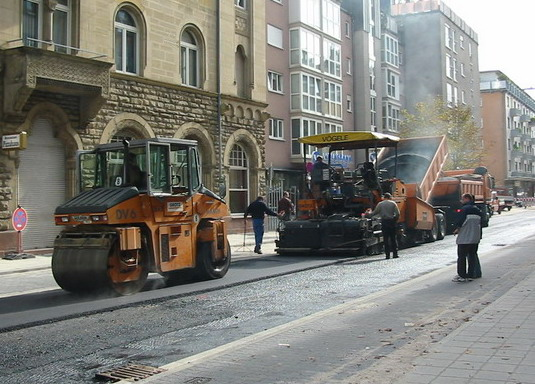
Asphaltfertiger und Kombiwalze bei einem Straßenbauvorhaben

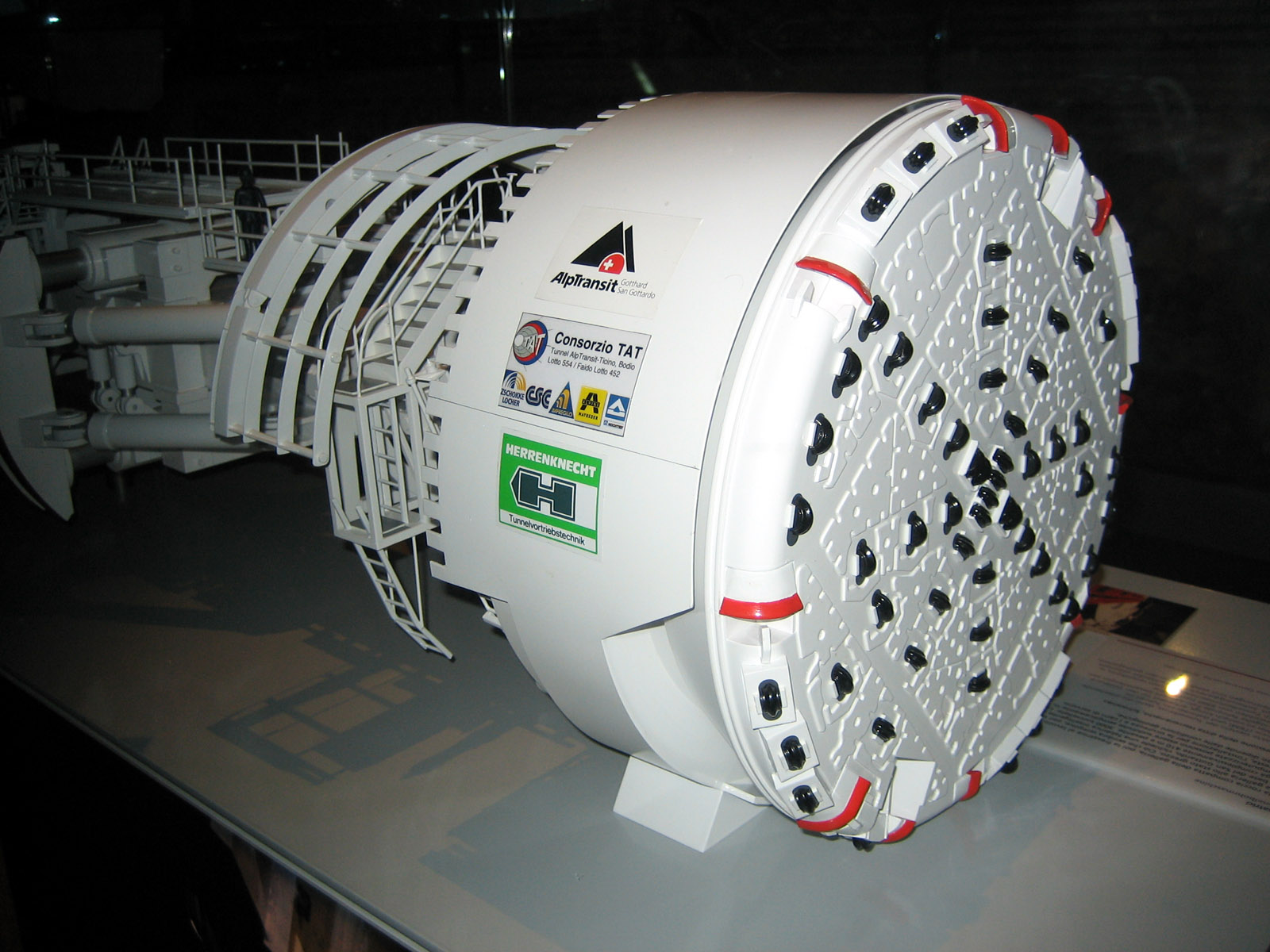
Schildvortriebsgeräte werden im Tunnelbau eingesetzt

Die Baustelleneinrichtung ist natürlich nicht nur Teil des Hochbaus, sondern auch des Tunnel-, Straßen-, Rohrleitungs-, Kanal-, Eisenbahn- und Erdbaus. Während die Baustellen im Hochbau stationär und fix eingerichtet werden, müssen die Installationen für Erdarbeiten in der Regel mobil sein. Dies nicht nur im Kanalisations- und Straßenbau, sondern auch bei Baugrubenaushüben, wo die Erdarbeiten nur einen geringen Teil des Hochbauvolumens ausmachen. So werden z. B. anstelle von fest installierten Werkzeug-, Mannschafts-, Büro- und Materialbaracken mobile Barackenwagen, Werkzeuganhänger und Container verwendet.
Die Baustelleneinrichtungen dieser Bereiche unterscheidet sich unter anderem in den Baugeräten. Im Erdbau werden beispielsweise sehr viele unterschiedliche Bagger verwendet, im Hochbau Hebezeuge und im Verkehrswegebau Fertiger und Walzen.
Für Bauaufgaben im Kanal- und Rohrleitungsbau finden Gräte, Verdichtungsgeräte oder auch Bagger ihren Einsatz.
Beim Tunnelbau werden in Abhängigkeit vom anstehenden Boden und den Grundwasserverhältnissen Maschinen und Bauverfahren für das Auffahren eines Tunnels ausgewählt. Hier werden diverse Tunnelvortriebsmaschinen eingesetzt.

### Der Baustelleneinrichtungsplan
Die Lage und Standflächen aller Elemente sind im Baustelleneinrichtungsplan festgelegt. Die Ausgangsbasis für Baustelleneinrichtungspläne sollte nach Möglichkeit Übersichtspläne des Architekten, bei Baustellen mit einem Gefälle von mehr als 2 % auch eingemessene Höhenpläne des Baugeländes, sein.
Die einzelnen Elemente der Baustelleneinrichtung werden in diesem Lageplan maßstabsgerecht eingetragen. Dabei ist auf Folgendes zu achten:
- Die wichtigsten Abmessungen aller Elemente sind einzutragen. Dabei ist die Bemaßung soweit durchzuführen, dass die Baustelleneinrichtung im freien Gelände danach aufgebaut werden kann.
- Die einzelnen Elemente sind durch Symbole und Beschriftungen eindeutig zu kennzeichnen.
- Werden genauere Angaben für die Aufstellung einzelner Anlagen benötigt, sind Detailzeichnungen M 1:50, 1:20, 1:10 oder 1:5 mit allen erforderlichen Angaben darzustellen.

Das Planformat muss so gewählt werden, dass alle Informationen dargestellt werden können. Hierfür wird meistens Maßstab 1:100 für kleinere Objekte, bzw. für größere Objekte 1:200 verwendet. Ausnahme sind große, längsorientierte Objekte des Tief-, Straßen- und Gleisbaus. In diesen Fällen wird der Baustelleneinrichtungsplan im Maßstab 1:500 benötigt.

### Kosten der Baustelleneinrichtung
Folgende Kosten fallen beim Einrichten (im engeren Sinne) einer Baustelle an:
- Ladekosten für Geräte, Unterkünfte, Bauwagen, Container, Werkzeug, Rüst- und Schalmaterial, Hilfsstoffe usw.
- Frachtkosten für Gütertransport,
- Auf-, Um- und Abbaukosten für Geräte, Container, Medien, Zufahrten, Wege, Sicherheitseinrichtungen usw.

Falls unter der „Baustelleneinrichtung“ jedoch eine Leistungsposition des Leistungsverzeichnisses verstanden wird, so gehören zu den Kosten der Baustelleneinrichtung zum Beispiel noch zusätzlich:
- Abschreibung, Verzinsung und Reparatur von Vorhaltegeräten,
- Energiekosten der Baustelle,
- Mieten für Baustelleneinrichtungsflächen,
- Reinigungskosten für die Baustellen

und abhängig von der Zuordnung der Kosten in der Kalkulation
- Kosten der Bauleitung (Bauleiter, Poliere),
- Versicherungen.

Falls für die Baustelleneinrichtung im Leistungsverzeichnis keine Leistungsposition vorgesehen ist, werden die Kosten der Baustelleneinrichtung unter den Gemeinkosten der Baustelle erfasst.